# Smyrna, Tennessee
Smyrna är en stad (town) i Rutherford County i delstaten Tennessee i USA. Staden hade 53 070 invånare, på en yta av 85,80 km² (2020). Smyrna är en sydostlig förstad till Nashville.